# 平和論にたいする疑問
『平和論にたいする疑問』（へいわろんにたいするぎもん）は、福田恆存が著した評論集。『中央公論』（1954年12月号）に掲載された「平和論の進め方についての疑問」と『中央公論』1955年1月号に掲載された「ふたたび平和論者に送る」を骨子としている。「平和論の進め方についての疑問」は、『世界』と平和問題談話会に代表される進歩的文化人を批判した論文であるが、戦後の論壇を代表する論文という評価がある。なお当初「平和論の進め方についての疑問」は、「平和論に対する疑問」だったが、編集部がトーンダウンさせて現状に落ち着いて『中央公論』に掲載された。『中央公論』に掲載されたが、文藝春秋新社から刊行されており、中央公論社が進歩的文化人に気兼ねして刊行を見送ったか、福田が文藝春秋新社に持ち掛けたかは分からないという。「一九五五年は、恆存ばやり、（平和的）共存ばやりであけた」と評されるほどの反響を呼んだ。

## 概略
福田がこの論文を書いた目的は以下である。
『中央公論』掲載号の編集後記には以下記されている。
当時の『中央公論』編集長の嶋中鵬二は、平和問題談話会メンバーの英文学者のN氏から「ああいうものを載せると、雑誌が売れなくなる」と忠告されたという。竹内洋は、英文学者のN氏は、中野好夫であることは間違いない、と述べている。
竹内洋によると、猛攻撃を受けたのは、平和論者の思考と行為を抉り「平和論者の空想的かつ偽善的な『ハビトゥス』を剔抉した」からだという。福田は、この論文以降、「保守反動」呼ばわりされ、「村八分」の処遇を受けたと述懐しており、論文発表以降、演劇界からも「村八分」され、民芸座と俳優座とは交渉が途絶えた。

## 反応
福田によると、「福田は一年間日本の文壇をるすにしていたので、忘れられた地位をとりもどそうとして、一芝居うつたのだ」「ロックフェラー財団から金をもらつて外国へいつたのだから、アメリカびいきになるのはあたりまえだ」と言われたという。
- 「ダレスという猿まわしに曳きまわされながら、小ざかしくも踊つているのではないか、という疑いをもちました」（平野義太郎「福田恆存氏の疑問に答える」『中央公論』1955年1月号）
- 「福田氏の物の見方、考え方は要するに日本人の間にしばしば見られる反共的思想であり、英米文学研究者に多い健全な常識型ではない」（新村猛「論壇時評 福田恆存氏の平和論議について」『毎日新聞』1955年1月28日）
- 「どうやらこの先生、一年ばかりのんびりと外国で平和をたのしんできたために、すつかり、日本の現実からズレてしまつとるらしい」（花田清輝「政治時評」『知性』1955年1月号）
- 「この論説にみられる基本的なものはチョウチンもちなどではなく、日本流の保身の哲学である。つまり平和論なんかやつたつて有効ではないじやないか、それよりも自分のしたいことをやつて暮らせばいいのだというところ」（「日本の気流」『知性』1955年1月号）
- 「空まわりの平和論の害毒よりは、平和を鼻先で笑う傾向の害毒の方が、今の日本では大きくなつていると思う」（中島健蔵「一人の平和主義者から福田恆存氏へ」『中央公論』1955年3月号）
- 「かれの個人主義思想に養われた観念上の行きづまりを観念的に打開する解毒剤として民衆の名を利用したにすぎなかつた」（佐々木基一「知識人の反動化」『群像』1955年9月号）
- 「常識のない『文化人』の『良識』がどう立ち向かうか。（中略）同じ雑誌に清水幾太郎氏の、例によってワキの下がムズムズするセンチメンタらし文章をのせているのは妙味。この方を先に読んでから、福田を読むこと。その方が衛生上もよろしい」（「憂楽帳」『毎日新聞』1954年11月17日）
- 「論旨不明だから愚問以前である」（『東京新聞』[12]）
- 「三好十郎型の陰にこもつた反動だ」（『読書新聞』[12]）
- 「認識の底が浅く、説得力を欠いている」（『図書新聞』[12]）

## 本書の背景
福田は、「私の発言が問題にされた大きな理由は、私とおなじやうに考へているひとがずいぶん多かつたのにもかかはらず、さうとはいひだしにくい空気が現代の日本にあつたからではないか」と分析している。

## その後
本書から10年後の1965年3月には、山田宗睦が『危険な思想家』を著している。安保闘争の後、進歩派から保守派への批判が開始されるまでに社会情勢の変化が見られている。